# Tomba d'Amarna 9
La tomba de l'antic Egipte del noble Mahu, coneguda com la tomba d'Amarna 9, es troba en el grup de tombes conegudes col·lectivament com les tombes Sud, prop de la ciutat d'Amarna, a Egipte.
Mahu va ser cap dels Medjai (policia) d'Akhetaton.
Aquesta tomba és molt petita i poc visible, però és la més acabada de les tombes sud i conté escenes inusuals que reflecteixen la vida de Mahu.

## Façana
La façana ocupa només l'amplada de l'estreta escala. La porta està envoltada amb les inscripcions habituals als brancals i amb la llinda decorada.

## Entrada a la sala exterior
Es pot veure el rei, la reina i la seva filla gran Meritaton fent una ofrena a Aton, amb el rei abocant encens i oli en tres bols flamejants. Per sota d'aquest panell, hi ha un altre que representa Mahu en un acte d'adoració, amb un breu himne d'Aton.

## Sala exterior
El disseny de la tomba, amb un passadís exterior transversal que condueix a una sala longitudinal, és derivat d'un patró estàndard utilitzat durant la XVIII dinastia a Tebes.
Els dos extrems de la sala exterior estan ocupats per esteles. La decoració de la sala exterior està sense acabar i les escenes romanen en l'etapa de l'esbós en tinta.
Es poden veure les escenes següents, en sentit contrari a les agulles del rellotge des de la porta:
- Escenes de Mahu i de les seves funcions. La manca d'inscripcions deixa aquesta escena amb significats ambigus. La característica central de l'escena superior és un edifici fortificat que conté armes i botigues. A la dreta d'aquest edifici, homes i dones porten productes a les seves espatlles i en rucs. A l'esquerra, es mostra l'emmagatzematge d'aquests productes en vaixells. Els productes a granel s'amunteguen i són inspeccionats per Mahu. A la dreta es mostra una vegada més, de peu al costat d'un braser de ceràmica parlant amb dos alts funcionaris. En l'espai estret al costat de l'estela, Mahu es troba parlant amb un escriba acompanyat pel seu gos. L'escena inferior és una representació d'un edifici enfront del qual es troba un grup de caps dels funcionaris i comandants de l'exèrcit, amb el visir al capdavant. Mahu els saluda, mentre que darrere seu el segueixen tres presos d'aspecte estranger que porten grillons. També hi ha un esbós que mostra l'interior d'un edifici, potser la pròpia casa de Mahu. Un home es posa a la gatzoneta a dins, escalfant-se les mans en un braser.

- Una estela situada dins d'un marc d'una porta falsa. La família reial, incloent-hi Meritaton, ofereix safates de menjar a Aton, mentre que Mahu s'agenolla davant d'una oració a Aton dita pel rei.

- Dues escenes de la família reial. L'escena superior representa la família reial conduint un carro cap a un temple, amb la policia corrent al davant. Meritaton empunya un pal per als cavalls. El temple està dibuixat en forma d'entrada amb un pòrtic amb columnes i pals amb banderes. En l'estret espai al costat de l'estela, el mateix Mahu condueix els seus subordinats, i és la figura solitària en el segon registre de la part superior. L'escena de sota sembla ser-ne la continuació. Apareix de nou la família reial incloent-hi Meritaton amb un pal. Mahu s'agenolla darrere i es posa davant d'ells en una actitud de lloança, mentre que els seus subordinats corren cap endavant a l'esquerra. Dalt d'ells, hi ha un grup de sis edificis enigmàtics.

- Al voltant de la porta d'entrada a la cambra interior, hi ha brancals amb breus inscripcions d'himnes i una llinda representant Mahu adorant cartutxos d'Aton.

- Dues escenes separades. De l'escena superior només es conserva la part central. Pertany a una escena de recompensa en tres registres. La finestra d'aparicionses troba a l'extrem dret. Es poden veure figures esperant al pati exterior. Registre superior: carros; registre mitjà: cortesans inclinats; registre inferior: el mateix Mahu de peus amb els braços en alt davant d'un grup dels seus subordinats, mentre que un altre home sosté un estendard militar. En l'escena inferior Mahu visita un temple. Darrere de Mahu apareix un grup de policies de Mahu, que eren medjai.

- A la paret del fons, es pot veure la família reial adorant Aton i Mahu s'agenolla davant de l'himne d'Aton dit pel rei.

- Un esbós d'una escena de recompensa, però només se'n va dibuixar la família reial en la finestra d'aparicions.[2]

## Sala interior
Hi ha una cambra sense decoració i sense acabar. A la part posterior, hi ha una porta inacabada prevista per accedir al santuari. A la part esquerra, es pot veure una porta falsa incompleta, que coincideix amb l'entrada a la cambra d'enterrament des de la paret oposada. Això condueix a una escala de cargol de quaranta-set esglaons per accedir a la cambra funerària.